# Genatropis curtata
Genatropis curtata är en stekelart som först beskrevs av Alan Parkhurst Dodd 1930.  Genatropis curtata ingår i släktet Genatropis och familjen Scelionidae. Inga underarter finns listade i Catalogue of Life.